# Arthur Reginald Chater
Arthur Reginald Chater (1896 – 1979) was een Britse officier bij de Royal Marines tijdens de Eerste Wereldoorlog, het interbellum en de Tweede Wereldoorlog.

## Biografie
In 1913 werd Chater toegevoegd aan de Chatham Battalion bij de Royal Marine Brigade. Tijdens de Slag om Gallipoli was Chater met het Chatham Battalion gestationeerd bij Kaba Tepe. Hij vocht van 28 april tot 12 mei 1915 op het schiereiland van Gallipoli. In maart 1918 was hij betrokken bij de geallieerde aanval op Zeebrugge in België.
Van 1921 tot 1927 was Chater ingedeeld bij het Egyptisch Leger  en de Sudan Camel Corps. In november 1924 was Chater tijdens de Soedanese legermuiterij in Khartoem in Soedan. Deze muiterij werd gevolgd met de moord op Lee Stack, gouverneur-generaal van Soedan in Caïro. Van 1927 tot 1930 was hij bevelhebber van de Sudan Camel Corps.
Chater was van 1930 tot 1940 bevelhebber van de Somaliland Camel Corps. Hij voerde het bevel over het Somaliland Camel Corps toen de Italianen een invasie in Brits-Somaliland vanuit Italiaans-Oost-Afrika deden. Hij was van 1941 tot 1943 militair gouverneur van Brits-Somaliland daarna was hij commandant van de Portsmouth Division die onderdeel was van de Royal Marines. In 1944 werd hij benoemd tot hoofd van de gecombineerde operaties India en Zuidoost-Azië wat hij tot 1945 bleef. 
In 1946 was Chater General Officer Commanding van de Chatham Group die onderdeel was de Royal Marines. In 1948 ging hij met pensioen uit het leger. Hij werd in 1949 benoemd bij Her Majesty's Bodyguard of the Honourable Corps of Gentlemen at Arms. Van 1950 tot 1954 was Chater erekolonel bij het Sudan Camel Corps en was nog van 1952 tot 1974 de Harbinger of Her Majesty’s Bodyguard. 

## Militaire loopbaan
- Titulair Lieutenant-Colonel: 31 december 1935[1]
- Lieutenant-Colonel: 1 maart 1939[1]
- Waarnemend Colonel: 31 mei 1940[1]
- Waarnemend Brigadier: 25 juli 1940[1]
- Tijdelijk Colonel: 30 november 1940[1]
- Teruggezet naar Lieutenant-Colonel: 4 februari 1941[1]
- Brigadier: 4 maart 1941[1]
- Colonel 2nd Commandant: 5 augustus 1943[1]
- Waarnemend Major-General: 5 augustus 1943[1]
- Waarnemend Colonel Commandant: 1 oktober 1943[1]
- Colonel Commandant: 20 november 1944[1]
- Major-General: 1 oktober 1945[1]

## Decoraties
- Lid in de Orde van het Bad
- Commandeur in de Koninklijke Orde van Victoria
- Orde van Voorname Dienst (Verenigd Koninkrijk)
- Officier in de Orde van het Britse Rijk
- Croix de guerre (Frankrijk)